# Мезальянс

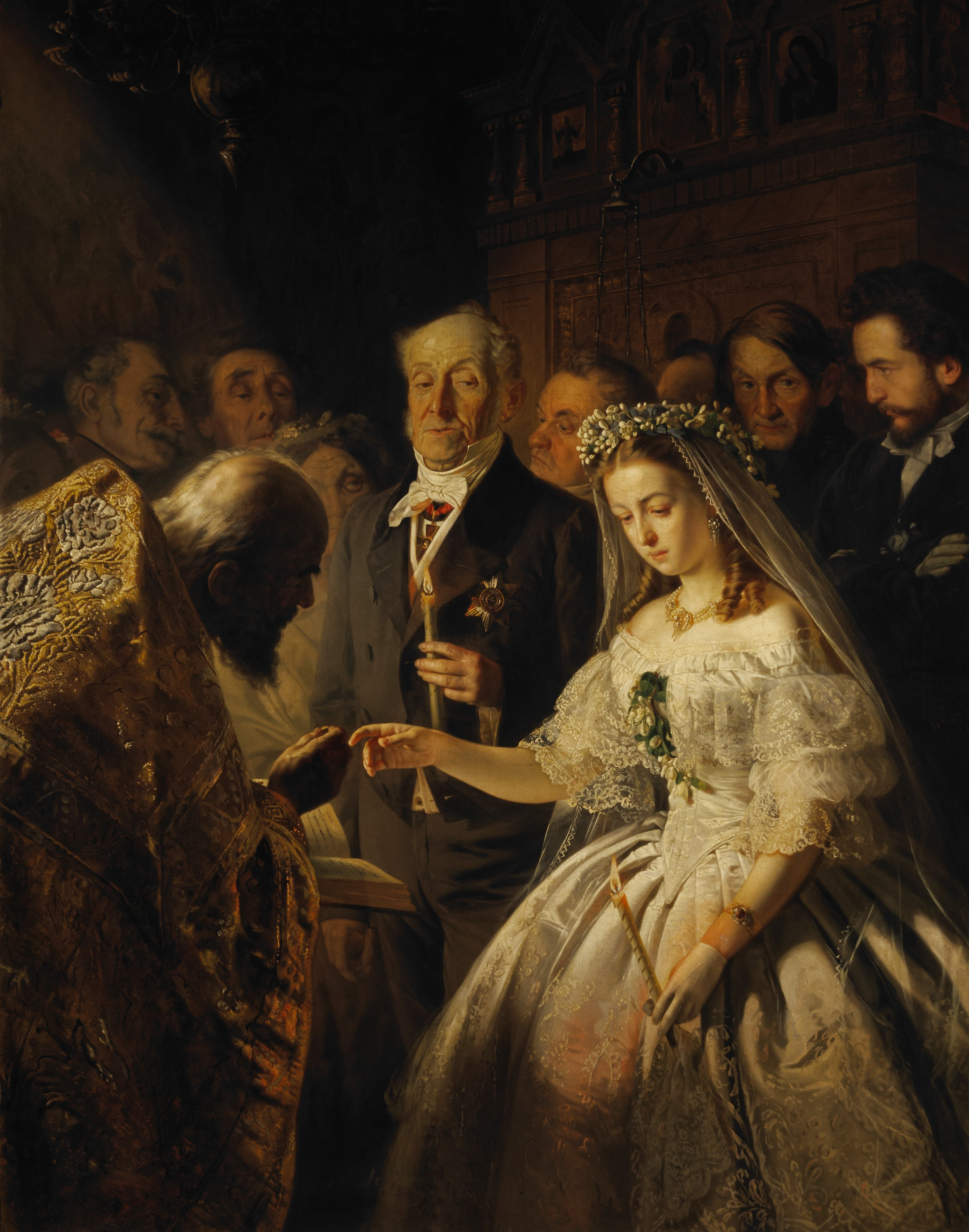
В. В. Пукирев, «Неравный брак» (1862)

Мезалья́нс (фр. mésalliance) — неравный брак, первоначально брак между людьми различного социального положения, между людьми разных сословий, отличающимися по имущественному положению. Употребляется для превосходящей стороны как брак с лицом низшего социального положения.
В большинстве случаев в результате неравного брака супруг или супруга более низкого социального происхождения достигал такого же положения, как и более высокопоставленный супруг. Например, в Российской империи женщина, вышедшая замуж за дворянина, сама становилась дворянкой. Если этого не происходит, то такой неравный брак называется морганатическим.
В сословном обществе мезальянс, как правило, осуждался и был редок. Особенно это касалось древней Индии, где в некоторых случаях он карался смертью, а дети от такого брака оказывались вне сословий, то есть по социальному статусу ниже обоих родителей.
Примером современного мезальянса является свадьба британского принца Эдуарда VIII с разведённой Уоллис Симпсон, для которой Эдуарду пришлось отречься от престола. Более поздним примером является брак японской принцессы Саяко, которая в 2005 году вышла замуж за простолюдина Ёсики Куроду. В результате Саяко также лишилась титула принцессы.
Тема мезальянса часто использовалась в произведениях XVIII — начала XX веков. Одна из пьес Джорджа Бернарда Шоу так и называется — «Мезальянс».